# ニーム駅
ニーム駅（フランス語: Gare de Nîmes、別名: ニーム中央駅（ニームちゅうおうえき、Gare de Nîmes-Centre））は、フランスのガール県ニーム郡ニームにある、フランス国鉄（SNCF）の鉄道駅。1843年開業。

## 路線・列車
アヴィニョンとアルルの中間にあるタラスコン駅でパリ-マルセイユ在来線から分岐し、ニーム、モンペリエなどを経由してスペインへ向かう路線の中間駅である。またパリからクレルモン＝フェランを経由してニームに至る路線の終点でもある。駅の東方でLGV地中海線の支線が在来線に合流する。
パリのリヨン駅からLGV地中海線を経由しフランス南西部方面へ向かうTGVが停車する。パリからはクレルモン＝フェラン経由の在来線長距離列車もある。
このほかリール、リヨン、ニースなどへ向かうTGVやボルドー - ニース間の在来線長距離列車も停車する。
かつてはパリやリヨンからニームへの列車はローヌ川の右岸（西側）の路線を経由していたが、同路線は現在貨物専用となり、TGVは高速新線経由、在来線旅客列車はタラスコン経由となっている。

## 駅構造
島式ホーム2面4線を有する高架駅。

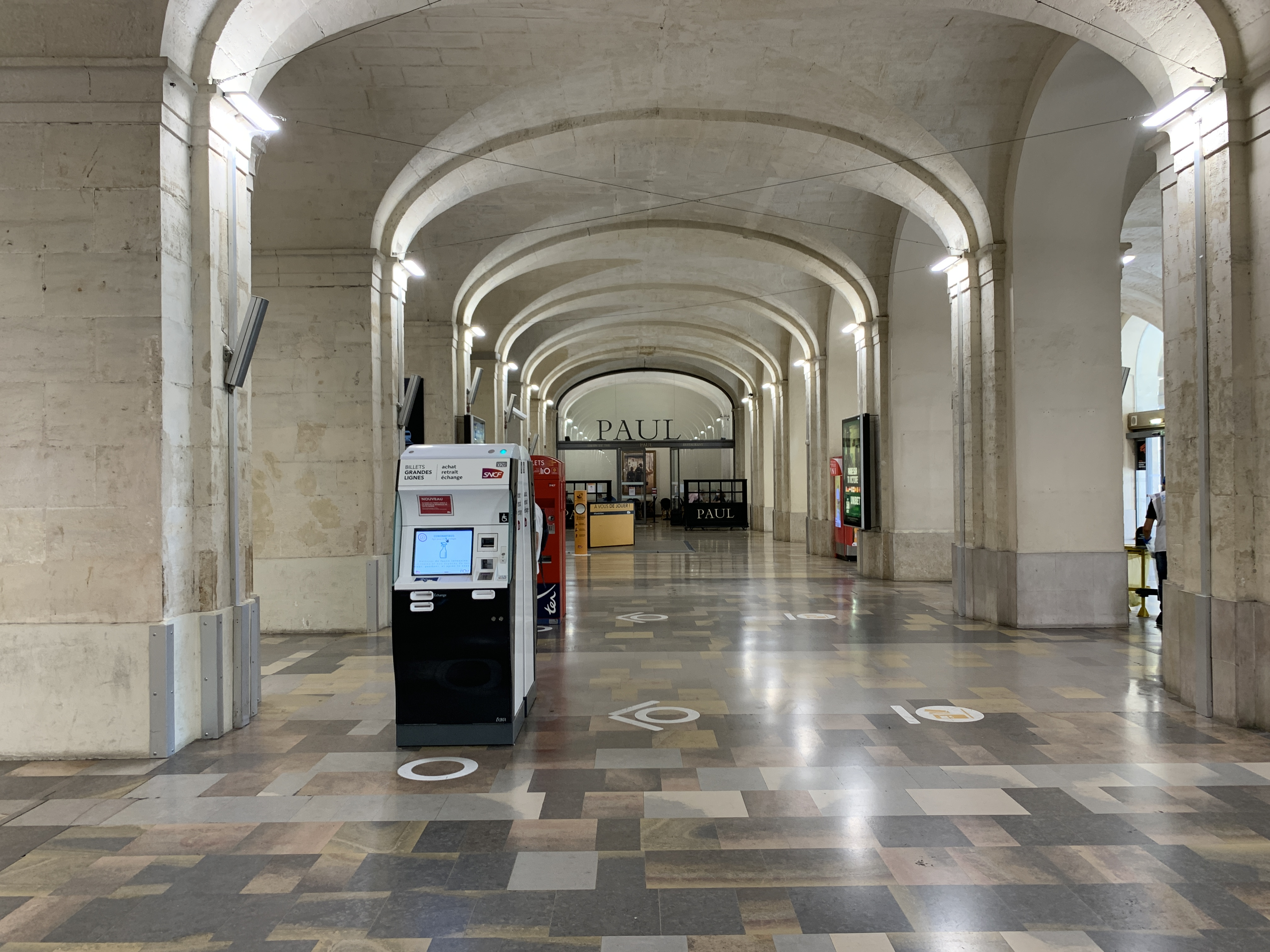
改札階コンコース
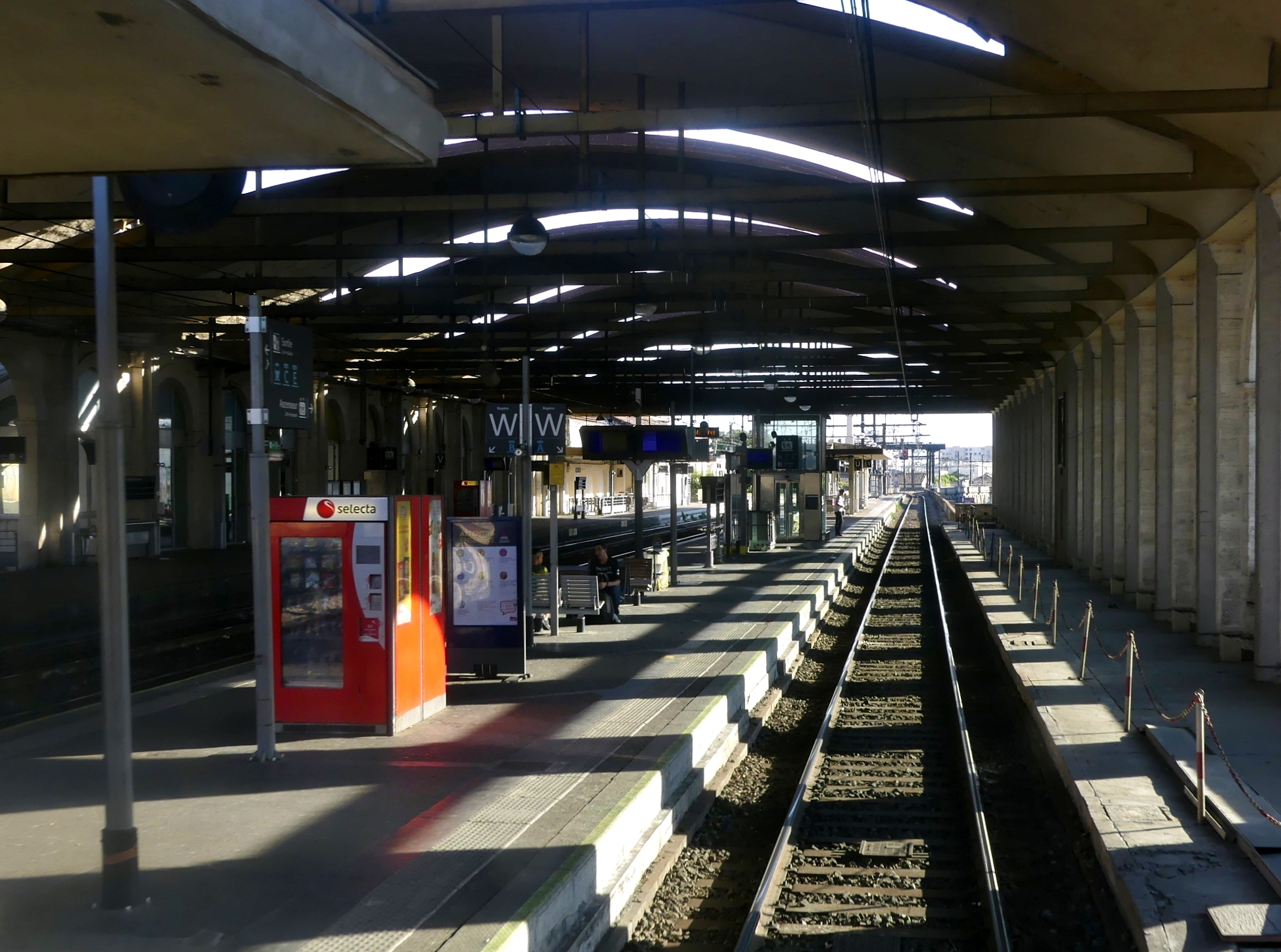
プラットホーム

## 利用状況
2020年の年間利用客は2,369,197人いた。

## 駅周辺
駅は市の中心部に位置する。
駅北側
- プラディエの泉（フランス語版）
- ニーム円形闘技場（フランス語版、英語版）
- ニーム美術館（フランス語版、英語版）

駅南側
- イビス スタイルス ニーム サントル ガール（ホテル）
- CGRシネマズ（フランス語版）

## バス路線
駅前よりポン・デュ・ガール行きのバスが出ている。

## 隣の駅
フランス国鉄
AVE
アヴィニョンTGV駅 / ヴァランスTGV駅 - ニーム駅 - モンペリエ・サン＝ロック駅
TGV inOui
ヴァランスTGV駅 / リヨン・パール＝デュー駅 - ニーム駅 - モンペリエ・サン＝ロック駅
Ouigo
ヴァランスTGV駅 / リヨン・サン＝テグジュペリTGV駅 - ニーム駅 - モンペリエ・サン＝ロック駅
アンテルシテ
マルセイユ・サン＝シャルル駅 / アルル駅 - ニーム駅 - モンペリエ・サン＝ロック駅
TERオクシタニー
ニーム・ポン＝デュ＝ガール駅 / アヴィニョン中央駅 / サン＝ジェニー＝ド＝マルゴワレ駅 / フォン・サン＝マメール駅 - ニーム駅 - サン＝セゼール駅 / リュネル駅